# A Társulat
A Társulat az M1 (közszolgálati televízió) szereposztó show-műsora, melyet 2007. augusztus 20. és 2008. május 17. között sugároztak. A jogtulajdonos, a Zikkurat Produkció kérte fel a csatornát, hogy válogassa ki ismeretlen és már sikeres művészek közül a Szörényi-Bródy szerzőpáros 25 éves rockoperájának, az István, a királynak főszereplőit. A nagy siker miatt később azt is engedélyezte Szikora János rendezőnek, hogy a mellékszerepeket is A Társulat döntősei közül nevezze ki. A műsorvezetők Gundel Takács Gábor és Sári Éva voltak.
A műsor az Egyesült Királyságban bevált (A. L. Webber műsorai: How Do You Solve A Problem Like Maria? – A muzsika hangja; Any Dream Will Do – József és a színes szélesvásznú álomkabát; I’d Do Anything – Oliver!), és a magyar Megasztár által megteremtett mintákat követve válogatta ki a rockopera nyolc főszereplőjét:
- a Táltosasszonyt,
- Laborcot,
- Gizellát,
- Tordát,
- Saroltot,
- Koppányt,
- Rékát
- és Istvánt.

Az azonban, hogy a show-nak nyolc „nyertese” volt, eltért a megszokottól. Ebből is adódhat az, hogy sok kritika érte hossza miatt.

## Történet
A válogatás 2007-ben kezdődött el, egy öttagú zsűri hallgatta végig a jelentkezőket. A végső cél az volt, hogy 2008 elejére 24 versenyzőt juttassanak be a középdöntőbe. Nagy számú jelentkező mutathatta be tudását, eltérő színvonalon. A válogatásokat a tv-csatorna is bemutatta, kéthetente kedden este. Az első adás augusztus utolsó keddje, 28. volt.
A huszonnégy tehetséges versenyző közül a döntőkbe csak 16 juthatott be, így a február 16-án kezdődő középdöntőkben 4 héten át küzdöttek a bennmaradásért. Első ízben népszerű magyar dalokat, majd a második körben musical részleteket énekeltek.
Március 22-én pedig a Táltosasszony szerep megszemélyesítőjének kiválasztásával megindultak a szerepdöntők, amelyeknek csúcspontja május 10-e volt, amikor kiderült ki lesz a címszereplő, István, alakítója. Május 17-én egy gálára került sor, ahol felelevenítették a legemlékezetesebb pillanatokat.
Az előadás televíziós premierje előtti napon (2008. augusztus 19.) A Társulat különkiadásaként mutatták be az elkészült színpadi produkció werkfilmjét. december 30-án Nagyszerű évünk volt! címmel a műsor részleteivel megtűzdelt riportfilmet mutattak be A Társulat szereplőivel (szintén A Társulat különkiadásaként) mintegy előkészítve a 2009. január 1. első órájában jelentkező Mulat A Társulat – Szilveszteri nótaszó című műsort.

## A főszereplők
- 1.szerepdöntő – Táltosasszony (2008. március 22.): Fejes Szandra
- 2.szerepdöntő – Laborc (2008. március 29.): Varga Lajos
- 3.szerepdöntő – Gizella (2008. április 5.): Simon Boglárka
- 4.szerepdöntő – Torda(2008. április 12.): Tóth Attila
- 5.szerepdöntő – Sarolt (2008. április 19.): Éder Enikő
- 6.szerepdöntő – Koppány (2008. április 26.): Vadkerti Imre
- 7.szerepdöntő – Réka (2008. május 3.): Herczeg Flóra
- 8.szerepdöntő – István (2008. május 10.): Feke Pál

## A versenyzők
A versenyzők nevei ABC rendben olvashatók:
| Név               | Szerepdöntők                 | Szerep a jubileumi előadáson |
| ----------------- | ---------------------------- | ---------------------------- |
| Aradi Imre        | -                            | Pázmány (német lovag)        |
| Barát Attila      | -                            | -                            |
| Bodnár Vivien     | -                            | -                            |
| Derzsi György     | István                       | Asztrik                      |
| Éder Enikő        | Sarolt                       | Sarolt                       |
| Fejes Szandra     | Táltosasszony                | Táltosasszony                |
| Feke Pál          | Koppány István               | István                       |
| Herczeg Flóra     | Réka                         | Réka                         |
| Kelemen Éva       | Táltosasszony Sarolt         | udvarhölgy                   |
| Kisfaludi Karola  | -                            | udvarhölgy                   |
| Koroknai Árpád    | Laborc Torda Koppány István  | Hont (német lovag)           |
| Kristóf István    | -                            | Solt (magyar úr)             |
| Mező Zoltán       | -                            | Bese (magyar úr)             |
| Molnár Ágnes      | Táltosasszony Gizella Sarolt | Boglárka (Koppány felesége)  |
| Nagy Szilárd      | Laborc Koppány               | Sur (magyar úr)              |
| Papp Annamária    | -                            | Enikő (Koppány felesége)     |
| Schramek Andrea   | -                            | udvarhölgy                   |
| Simon Boglárka    | Gizella                      | Gizella                      |
| Töreki Andrea     | Gizella Réka                 | Picur (Koppány felesége)     |
| Torma Emese       | Réka                         | udvarhölgy                   |
| Tóth Attila       | Torda                        | Torda                        |
| Vadkerti Imre     | Torda Koppány István         | Koppány                      |
| Varga Lajos       | Laborc                       | Laborc                       |
| Wunderlich József | Laborc István                | Vecellin (német lovag)       |

## A zsűri tagjai
Balról jobbra helyetfoglalva a zsűri asztalnál:
- Alföldi Róbert a Nemzeti Színház leendő főigazgatója, a művészeti vezető
- Keveházi Krisztina balettművész, énekesnő, a mozgástanár
- Szikora János rendező, a zsűri elnöke
- Szulák Andrea televíziós műsorvezető, énekesnő
- Kocsák Tibor zeneszerző, karnagy, zongoraművész, a zenei vezető

## Középdöntők

### Február 16 –1. középdöntő
- Aradi Imre - Csavard fel a szőnyeget (YouTube-videó. YouTube)
- Torma Emese – Jelbeszéd (YouTube-videó. YouTube)
- Vadkerti Imre – Álomarcú lány (YouTube-videó. YouTube)
- Kisfaludy Karola – Hol jár az eszem? (YouTube-videó. YouTube)
- Papp Annamária – 67-es úton (YouTube-videó. YouTube)
- Éder Enikő – Elmegyek (YouTube-videó. YouTube)
- Wunderlich József – Amikor én még kissrác voltam (YouTube-videó. YouTube)
- Kristóf István – Mende Sülysáp blues (YouTube-videó. YouTube)
- Varga Lajos - Álmodj királylány (YouTube-videó. YouTube)
- Fejes Szandra – Rock and roller (YouTube-videó. YouTube)
- Bodnár Vivien – Kell, hogy várj (YouTube-videó. YouTube)
- Feke Pál– Szerelem első vérig (YouTube-videó. YouTube)

Közös produkciók:
- Grease - Együtt a banda (YouTube-videó. YouTube)
- Grease - Csupa csoda (YouTube-videó. YouTube)

Kiestek:
- Aradi Imre
- Papp Annamária

### Február 23 -2. középdöntő
- Mező Zoltán – Afrika
- Herczeg Flóra - Ha én rózsa volnék (YouTube-videó. YouTube)
- Nagy Szilárd – Petróleumlámpa
- Barát Attila – Nehéz a boldogságtól búcsút venni (YouTube-videó. YouTube)
- Simon Boglárka – Kicsi gyere velem rózsát szedni (YouTube-videó. YouTube)
- Koroknai Árpád – Kölyköd voltam (YouTube-videó. YouTube)
- Kelemen Éva – Azért vannak a jóbarátok (YouTube-videó. YouTube)
- Derzsi György – Várj, míg felkel majd a nap (YouTube-videó. YouTube)
- Töreki Andrea – Hogyan tudnék élni nélküled (YouTube-videó. YouTube)
- Schramek Andrea – Színes ceruzák
- Tóth Attila – Szállj fel magasra (YouTube-videó. YouTube)
- Molnár Ágnes – Tölcsért csinálok a kezemből (YouTube-videó. YouTube)

Közös produkciók:
- Chours Line – One
- Chours Line - Véget ér az éj

Kiestek:
- Mező Zoltán
- Schramek Andrea

### Március 1. –3. középdöntő
- Nagy Szilárd - Magiszter kiátkozása (A vörös malom) (YouTube-videó. YouTube)
- Töreki Andrea - Éjfél (Macskák) (YouTube-videó. YouTube)
- Molnár Ágnes - Mein Herr (Cabaret) (YouTube-videó. YouTube)
- Vadkerti Imre – Kisfiú (Légy jó mindhalálig) (YouTube-videó. YouTube)
- Koroknai Árpád – Manchester (Hair) (YouTube-videó. YouTube)
- Éder Enikő – Tetem-tangó (Diótörő és egérkirály) (YouTube-videó. YouTube)
- Feke Pál – Getshemane (Jézus Krisztus szupersztár) (YouTube-videó. YouTube)
- Kristóf István – Eljött az óra (Jekyll és Hyde) (YouTube-videó. YouTube)
- Simon Boglárka – Én érted adnám életem (Miss Saigon) (YouTube-videó. YouTube)
- Bodnár Vivien – Hallom hangod (A kiátkozott) (YouTube-videó. YouTube)

Közös produkciók:
- A muzsika hangja - Dó-ré-mi (YouTube-videó. YouTube)
- A muzsika hangja - Kedvenc képeim (YouTube-videó. YouTube)

Kiestek:
- Kristóf István
- Bodnár Vivien

### Március 8. –4. középdöntő
- Derzsi György – Multimilliomos Jazz-dobos (Hotel Menthol)
- Herceg Flóra -  Hogy szeressem őt (Jézus Krisztus szupersztár)
- Kisfaludi Karola – Csudijó (My Fair Lady)
- Barát Attila – Fezziwig víg dala (Isten pénze)
- Wunderlich József – Fényév távolság (A padlás)
- Kelemen Éva - Férfi kell (Jekyll és Hyde)
- Torma Emese – Más lesz a holnap (Volt egyszer egy csapat)
- Varga Lajos – Róma égése (Sztárcsinálók)
- Fejes Szandra – Van-e út feléd? (Hair)
- Tóth Attila – Szegény kissrác (Sakk)

Közös produkciók:
- Hair - Vízöntő
- Hair - Jöjj el napfény

Kiestek:
- Barát Attila
- Kisfaludi Karola

## Szerepdöntők

### Március 22. – Táltosasszony
Résztvevők:
- Fejes Szandra
- Kelemen Éva
- Molnár Ágnes (párbaj)

Elhangzott szólók:
- Fejes Szandra – Játssz úgy, mint én (Rent)
- Molnár Ágnes – Fekete könnyeket sír az ég (Sztárcsinálók)
- Kelemen Éva – Senkim sincs (Menyasszonytánc)

Elhangzott duettek:
- Molnár Ágnes és Töreki Andrea – Sam Mitsegél (Macskák)
- Kelemen Éva és Bodnár Vivien – Már ismerem őt (Sakk)
- Fejes Szandra és Feke Pál –  Minden sajtok ura (Diótörő és egérkirály)

Közös produkciók:
- Fejes Szandra, Molnár Ágnes és Kelemen Éva – Egyveleg
- Társulat – Zselévillám (Grease)
- Társulat – Fame (Fény)
- Fejes Szanda és Molnár Ágnes – Áldozatunk fogadjátok – Táltosasszony – Párbaj (István, a király)

### Március 29. – Laborc
Résztvevők:
- Varga Lajos
- Nagy Szilárd (párbaj)
- Wunderlich József
- Koroknai Árpád

Elhangzott szólók:
- Nagy Szilárd – Megőrjít (Fame)
- Koroknai Árpád – Miért van (Valahol Európában)
- Wunderlich József – Egy csipetnyi ész (Mozart)
- Varga Lajos – A kép már kitisztult (Jézus Krisztus szupersztár)

Elhangzott duettek:
- Varga Lajos és Vadkerti Imre – Ima a gyilkosokért (Mária evangéliuma)
- Wunderlich József és Feke Pál – Ma nagyot nőtt az árnyék (Elisabeth)
- Nagy Szilárd és Simon Boglárka – Nem kellesz (Volt egyszer egy csapat)
- Koroknai Árpád és Herczeg Flóra – Mindhalálig vele (Attila – Isten kardja)

Közös produkciók:
- Társulat – Körömlakk (Grease)
- Társulat – Táncolok a járdán (Fame)
- Varga Lajos és Nagy Szilárd – Nem kell olyan Isten – Párbaj (István, a király)

### Április 5. – Gizella
Résztvevők:
- Simon Boglárka
- Molnár Ágnes (párbaj)
- Töreki Andrea

Elhangzott szólók:
- Töreki Andrea – Sheldon Bloom (Song and Dance)
- Simon Boglárka – Úgy, mint Meryl Streep (Fame)
- Molnár Ágnes – Buenos Aires (Evita)

Elhangzott duettek:
- Molnár Ágnes és Vadkerti Imre – Mindent és most (We Will Rock You)
- Simon Boglárka és Éder Enikő – Én még mindig hiszem (Miss Salgon)
- Töreki Andrea és Derzsi György – Mint két gálya (Elisabeth)

Közös produkciók:
- Simon Boglárka, Molnár Ágnes, Töreki Andrea – Egyveleg
- Társulat – A hitetlenség átka (Kőműves Kelemen)
- Társulat – Nem baj, ha lúdtalpas (Menyasszonytánc)
- Molnár Ágnes és Wunderlich József – Unom a politikát (István, a király)
- Simon Boglárka – Feke Pál – Nézz énrám láthatatlan (István, a király)

### Április 12. – Torda
Résztvevők:
- Tóth Attila
- Koroknai Árpád
- Vadkerti Imre (párbaj)

Elhangzott szólók:
- Koroknai Árpád – Haj (Hair)
- Tóth Attila – Árnyékdal (Mozart)
- Vadkerti Imre – Ős Isten (Árpád népe)

Elhangzott duettek:
- Tóth Attila és Torma Emese – A zöld, a bíbor és a fekete
- Vadkerti Imre és Feke Pál –  Attila és Aecius (Attila – Isten kardja)
- Koroknai Árpád és Derzsi György – Történelmi lecke (Sztárcsinálók)

Közös produkciók:
- Társulat – Évszakok egyveleg
- Társulat – Hotel menthol (Hotel menthol)
- Társulat – Mima bemutatkozása – (A vörös malom)
- Tóth Attila – Vadkerti Imre – Véres kardot hoztam – Párbaj (István, a király)

### Április 19. – Sarolt
Résztvevők:
- Éder Enikő
- Kelemen Éva (párbaj)
- Molnár Ágnes

Elhangzott szólók:
- Kelemen Éva – Morton mama (Chicago)
- Molnár Ágnes – Gödör-dal (La Mancha lovagja)
- Éder Enikő –  Urak, urak (A három testőr)

Elhangzott duettek:
- Éder Enikő és Derzsi György – Csörrenj pénz (Kabaré)
- Kelemen Éva és Fejes Szandra – Gyűlölet (Rómeó és Júlia)
- Molnár Ágnes és Töreki Andrea – Magadnak élj (Chicago)

Közös produkciók:
- Éder Enikő, Kelemen Éva és Molnár Ágnes – Régi filmzene egyveleg
- Társulat – Egy nap még (Nyomorultak)
- Társulat – Herkules, a hős
- Kelemen Éva – Tóth Attila – István fiam
- Éder Enikő – Tóth Attila – István fiam

### Április 26. – Koppány
Résztvevők:
- Vadkerti Imre
- Feke Pál
- Nagy Szilárd
- Koroknai Árpád (párbaj)

Elhangzott szólók:
- Nagy Szilárd – A zene az kell (Valahol Európában)
- Feke Pál – Richelieu mindörökké (A három testőr)
- Koroknai Árpád – Soha nem elég
- Vadkerti Imre –  A harag napja (Mária evangéliuma)

Elhangzott duettek:
- Koroknai Árpád és Torma Emese –  Ki élhet így örökké? (We Will Rock You)
- Vadkerti Imre és Töreki Andrea – Szóló szaxofon (Miss Saigon)
- Nagy Szilárd és Derzsi György –  Amerika földjén élsz (Rent)
- Feke Pál és Herczeg Flóra –  Utunk véget ér (Árpád népe)

Közös produkciók:
- Koroknai Árpád, Feke Pál, Nagy Szilárd és Vadkerti Imre – Rock egyveleg
- Társulat – Jó reggelt, napfény (Hair)
- Koroknai Árpád és Vadkerti Imre – Szállj fel szabad madár (István, a király)

### Május 3. – Réka
Résztvevők:
- Herczeg Flóra
- Torma Emese (párbaj)
- Töreki Andrea

Elhangzott szólók:
- Töreki Andrea – Miért kell, hogy sírj, Argentína? (Evita)
- Herczeg Flóra – Talán (Valahol Európában)
- Torma Emese – Granada románca (Kolumbusz Kristóf)

Elhangzott duettek:
- Torma Emese és Wunderlich József – A szépség és a szörny
- Töreki Andrea és Feke Pál – Miért (Anna Karenina)
- Herczeg Flóra és Derzsi György – Jöjj, kedvesem

Közös produkciók:
- Schramek Andrea – Édesanyám csillagvirág
- Herczeg Flóra – Torma Emese – Töreki Andrea: Népdalegyveleg
- Társulat – Ezt kapd ki, Krupke (West Side Story)
- Társulat –  Hozsánna (Jézus Krisztus szupersztár)
- Torma Emese – Varga Lajos – Nem vagyunk még hozzád méltók (István, a király)
- Herczeg Flóra – Koroknai Árpád – Halld meg uram a kérésem (István, a király)

### Május 10. – István
Résztvevők:
- Feke Pál
- Derzsi György
- Koroknai Árpád (párbaj)
- Wunderlich József

Elhangzott szólók:
- Derzsi György – Mit ér a hit? (Rómeó és Júlia)
- Feke Pál – Európa
- Wunderlich József – Miért nem fogadsz el engem? (Mozart)
- Koroknai Árpád – Show Must Go On (We Will Rock You)

Elhangzott duettek:
- Wunderlich József és Fejes Szandra – Miénk az éj (West Side story)
- Koroknai Árpád és Bodnár Vivien – Nézz rám (Valahol Európában)
- Derzsi György és Töreki Andrea – Csak ennyit kérek én (Az Operaház fantomja)
- Feke Pál, Simon Boglárka és Molnár Ágnes – Időugrató (Rocky Horror Show)

Közös produkciók:
- Feke Pál, Koroknai Árpád, Derzsi György és Wunderlich József – Lehetsz király (Rómeó és Júlia)
- Társulat – Menjünk gyerekek
- Koroknai Árpád és Feke Pál – Nincs más út, csak Isten útja